# Gat Rimon
Gat Rimon (in ebraico גַּת רִמּוֹן‎?, letteralmente "spremiagrumi al melograno") è un moshav nella parte centrale di Israele. Situato nella valle dell'Ono nella pianura di Sharon tra Ganei Tikva e Petah Tiqwa, ricade la giurisdizione del consiglio regionale di Drom HaSharon. Nel 2019, aveva una popolazione di 326 abitanti.

## Storia
Il moshav fu fondato nel 1926 da lavoratori di Petah Tiqwa, figli di immigrati della classe media della Quarta Aliyah. Inizialmente era chiamato HaTehiya (in ebraico התחייה‎?, letteralmente "la resurrezione"), in seguito prese il nome biblico di Gat Rimmon, una città levita nella terra della tribù di Dan, menzionata in Giosuè 19:45. La città biblica è "identificata con Tel Gerisa" vicino al fiume Yarkon, a nord di Tel Aviv, dall'archeologo Benjamin Mazar. Secondo il censimento del 1931, Gat Rimon aveva una popolazione di 142 ebrei, che abitavano in 30 case.